# وقف المنافع
وقف المنافع المراد بالمنافع ما يحصل باستعمال الأعيان من ثمرات وفوائد، كالسكنى في استعمال البيت، والركوب في استعمال السيارة، والحلي في استعمال الزينة، واللبس في الثياب، والقراءة في الكتب، ونحو ذلك، وضبطها بعضهم بناء على ما سبق بأنها: "ما تملك بالإجارة"، وجاء تعريفها في مجلة الأحكام: "هي الفائدة التي تحصل باستعمال العين".

## وقف منافع الأصول المالية
يقول الدردير: "وصح وقف مملوك ولو بالتعليق، وأراد بالمملوك ما يشمل ملك الذات وملك المنفعة، وإن كان الملك بأجرة، كدار استأجرها مدة معلومة، فله وقف منفعتها في تلك المدة، وينقضي الوقف بانقضائها، لأنه لا يشترط فيه التأبيد.

## وقف منافع الإنسان
إذا كان للأصل المادي منافع، فكذلك للإنسان منافع، وقد اعتدَّت الشريعة بمنافع الإنسان اعتدادها بمنافع الأموال، فأجازت إجارة كل منهما، وأما عن حكم وقفها –منافع الإنسان-، فإنه بناء على موقف الفقه المالكي الذي أجاز وقف المنافع، وحيث إن المنافع في نظر الفقهاء قسمان:
منافع أموال، ومنافع أشخاص، وأنهما معاً أموال عند الجمهور، ويخضعان للتملك، وحيث إن الفقه المالكي أجاز وقف المنافع على إطلاقها، دون أن يفرق ويميز بين منفعة مال ومنفعة شخص، فلا مانع شرعي يحول دون وقف منافع الأشخاص، ولا يوجد نص يمنع من وقف المنافع، ولا ضابط مضطرد، ولا قياس معتبر.